# Jim Cornette
James "Jim" Cornette (Louisville, Kentucky, 17 de setembro de 1961) é um profissional de wrestling estadunidense. 

## Prêmios recebidos
- Pro Wrestling Illustrated
  - PWI Manager do Ano (1985)
  - PWI Manager do Ano (1993)
  - PWI Manager do Ano (1995)

## Wrestlers dos quais Jim foi manager
| - Shane Douglas - Owen Hart - Jeff Jarrett - Tom Prichard - Al Snow - Unabomb - Mark Henry |